# Молиса, Грейс Мера
Грейс Мера Молиса (Grace Mera Molisa; 17 февраля 1946 года, остров Аоба — 4 января 2002 года, Порт-Вила) —  вануатская поэтесса и политическая деятельница, боровшаяся за женское равноправие и охрану окружающей среды.
Она была первой женщиной в своей стране, получившей высшее образование — степень бакалавра искусств в Южнотихоокеанском университете в 1977 году.
Была англиканкой, говорила на пяти языках.

## Общественно-политическая деятельность
В 1979 году, в преддверии обретения Вануату независимости, в качестве члена социалистической партии Вануаку, Молиса стала вторым секретарём Министерства социальных дел.
Она учредила Национальный фестиваль искусств Вануату и создала комитет, выбравший национальные флаг, гимн, герб и девиз. Она оказалась одной из всего двух женщин в Национальной конституционной комиссии и была среди подписавших Конституцию Вануату в 1979 году наряду с мужем и коллегой-политиком Села Молиса. Селина Туситала Марш в своем эссе утверждает, что именно Грейс Мера Молиса написала преамбулу к Конституции Вануату.
Была пресс-секретарём отца-основателя Вануату — премьер-министра Уолтера Лини — с 1987 по 1991 год.
В 1990-х годах была назначена в Совет Южнотихоокеанского университета и стала членом организации «Transparency International». Покинула ряды своей партии Вануаку, когда та не выдвинула ни одной женщины-кандидата на всеобщих выборах 1998 года, и координировала кандидатуры из шести женщин-политиков под знаменем группы «Женщины Вануату в политике» (VWIP), которую основала в 1997 году. Тогда же она выпустила буклет с перечнем 530 женщин Вануату, имеющих достаточную квалификацию для работы на госслужбе, чтобы подтолкнуть правительство назначать женщин на должности.

## Литературное творчество
Молиса издала свой первый сборник стихотворений — «Чёрный камень» (Black Stone; название представляет собой ключевую метафору её поэзии — саму земля островов Вануату, застывшую вулканическую лаву, превратившуюся в базальт и обсидиан). В 1987 году была опубликована её книга «Колонизированный народ: стихи» (Colonised People: Poems) — «резкий социальный комментарий о жизни в патриархальном, постколониальном Вануату». В 1995 году вышла её книга на языке бислама — Pasifik paradaes.
Она подготовила главу о постколониальной политике для научного сборника «Память о тихоокеанском прошлом» (Remembrance of Pacific Pasts: An Invitation to Remake History) под редакцией Роберта Борофски, опубликованного в 2000 году. В работе над ним также участвовали Альберт Вендт, Вильсони Херенико, Маршалл Салинс, Джеймс Белич, Гьян Пракаш, Эдвард Саид и Эпели Хау’офа.

## Оценки
Доктор Селина Туситала Марш из Оклендского университета описала её как одну из трех «праматерей тихоокеанской поэзии», наряду с Конаи Хелу Таман с Тонга и Хаунани-Кей Траск с Гавайев.
Издание The Australian назвало её «авангардом меланезийской культуры и голосом ни-вануату, в особенности женщин». Её также считали одной из «ведущих интеллектуалов и активистов» Океании